# كايل كنوايلي
كايل كنوايلي (بالإنجليزية: Kyle Knoyle) (24 سبتمبر 1996 بنيوهام في المملكة المتحدة - ) هو لاعب كرة قدم بريطاني في مركز الدفاع. شارك مع منتخب إنجلترا تحت 18 سنة لكرة القدم. أما مع النوادي، فقد لعب مع دندي يونايتد ووست هام يونايتد.

## وصلات خارجية
- كايل كنوايلي على موقع قاعدة بيانات كرة القدم.إي يو (الإنجليزية)
- كايل كنوايلي على موقع Soccerway.com (الإنجليزية)
- كايل كنوايلي على موقع AS.com (الإسبانية)